# 테아터 안 데어 빈

안 데르 빈 극장(Theater an der Wien)은 빈의 마리아힐프에 있는 역사적인 극장이다. 1801년에 완공되었으며, 많은 연극, 오페라, 관현악 음악이 이곳에서 초연되었다. 2006년부터는 주로 오페라 하우스로 쓰이고 있다.

## 이곳에서 초연한 작품
- 1805 - 베토벤의 피델리오
- 1803 - 베토벤 교향곡 2번 (베토벤)
- 1805 - 베토벤 교향곡 3번 (베토벤)
- 1874 - 요한 슈트라우스의 박쥐
- 베토벤 교향곡 5번, 6번, 바이올린 협주곡, 피아노 협주곡 제 4번